# Ignazio Zambito

Bistumswappen von Ignazio Zambito

Ignazio Zambito (* 25. Januar 1942 in Santo Stefano Quisquina, Provinz Agrigent, Sizilien) ist ein italienischer Geistlicher und emeritierter römisch-katholischer Bischof von Patti.

## Biographie
Ignazio Zambito empfing am 3. Juli 1966 die Priesterweihe.
Am 12. Mai 1989 wurde Ignazio Zambito von Papst Johannes Paul II. zum Bischof von Patti ernannt. Die Bischofsweihe empfing er am 29. Juni 1989 durch den Erzbischof von Palermo, Salvatore Kardinal Pappalardo. Mitkonsekratoren waren der Erzbischof von Catania, Luigi Bommarito, und der emeritierte Bischof von Agrigent, Giuseppe Petralia. Die Amtseinführung fand am 22. Juli desselben Jahres in der Kathedrale von Patti statt.
In der Sizilianischen Bischofskonferenz war Ignazio Zambito Delegierter für die missionarische Zusammenarbeit zwischen den Kirchen.
Papst Franziskus nahm am 1. Februar 2017 seinen altersbedingten Rücktritt an.
Er ist Mitglied des Ritterordens vom Heiligen Grab zu Jerusalem und dessen Prior der Komturei Patti.